# Joulupöytä

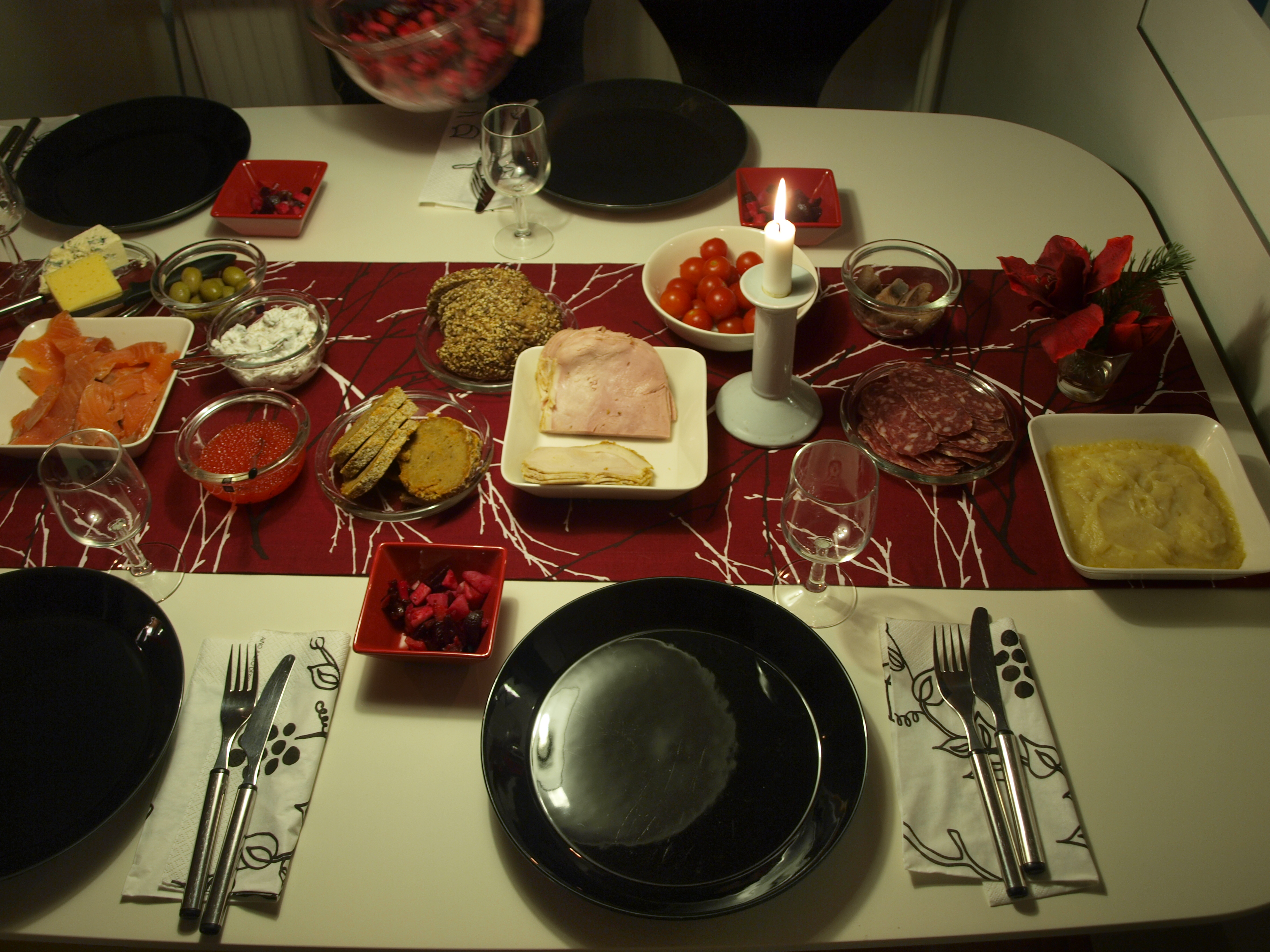
Una versione moderna del tradizionale Joulupöytä finlandese.

Joulupöytä (IPA /ˈjou̯luˌpøy̯tæ/), tradotto come "tavola di Yule", è il tradizionale assortimento di cibo servito a Natale in Finlandia, simile allo svedese smörgåsbord. Contiene molti piatti diversi, la maggior parte dei quali tipici della stagione natalizia. 
Il piatto principale è solitamente un grande prosciutto di Natale, che viene mangiato con senape. Il prosciutto viene servito con un'insalata di barbabietole, carote e patate chiamata rosolli, insalata di funghi e casseruola (laatikko) con rape, carote o patate o tutti e tre i tipi di casseruole, occasionalmente anche una casseruola con fegato. Viene servito anche il pesce (spesso lutefisk e gravlax) insieme a patate bollite, piselli e pane di segale.
Il dolce natalizio principale è lo joulutorttu, un dolcetto a forma di stella o di girandola composto da pasta sfoglia, farcito con marmellata di prugne e spesso con zucchero a velo. La tradizionale bevanda da dessert è il vin brulé alcolico o analcolico (glögi in finlandese).

## Piatti
I piatti tradizionali di joulupöytä includono:
- Prosciutto di Natale con senape.[1][2]
- Stufato della Carelia (non servito ovunque in Finlandia).
- Lipeäkala con burro fuso e besciamella.
- Gravlax e lavarello, spesso serviti con cipolla rossa tritata e panna acida.
- Aringhe sott'aceto in varie forme (salse di pomodoro, senape, matjes o cipolla).
- Sformato di patate (dolce o meno, a seconda della regione e delle preferenze).
- Carote in casseruola.
- Fegato in casseruola.
- Lanttulaatikko (rutabaga in casseruola).
- Patate bollite.
- Rosolli (insalata di barbabietole bollite, carote, patate, mele e cetrioli sottaceto. A volte viene servita con le aringhe).
- Insalata di funghi.
- Mostarda.
- Salse varie.

## Le bevande
Le bevande più spesso servite sono:
- Koskenkorva (simile alla grappa) come antipasto.
- Birra, spesso varietà natalizie speciali. La maggior parte dei birrifici finlandesi offre birre stagionali per Natale. Anche la birra fatta in casa è comune.
- Latte.
- Il vino non è tradizionale, ma è cresciuto in popolarità.
- Vin brulé (glögi) alcolico o analcolico.

## Dolci
I soliti dolci sono:
- Dolci con marmellata di prugne noti anche come joulutorttu - torte di Natale che sono anche chiamate joulutähti - che significa "stella di Natale" poiché sono fatti a forma di stella.
- Pan di zenzero chiamato piparkakku - comunemente come forme rotonde, e talvolta come case, di solito i biscotti non sono decorati, ma le case possono essere ghiacciate.
- Zuppa di frutta mista.
- Kiisseli, che è un dolce di prugne che cola comunemente servito con panna montata.
- Budino di riso o polenta di riso con cannella, zucchero e latte freddo o con uva passa o zuppa di frutta mista chiamata riisipuuro - polenta di riso.
- Gelato con marmellata.
- Pasticcerie ed altri dolci, in particolare cioccolatini.
- Caffè. I finlandesi preferiscono una tostatura delicata e lo servono come pannukahvi - fatto in modo speciale. Il tè è meno comune e i tè alla frutta diventano più comuni rispetto al semplice tè nero. Il glögi viene solitamente servito con mandorle e uvetta ed è analcolico. Si trova in molti ambienti pubblici e mentre l'alcol potrebbe essere aggiunto, sarebbe raro offrirlo in genere in questo modo in contrasto con altre culture che offrono vin brulé, che è alcolico.
- Solitamente il porridge di riso viene servito da un grande bollitore comune e al suo interno è stata nascosta una mandorla. Chi riceve la mandorla riceve per primo i regali di Natale o realizza un desiderio. A volte il porridge di riso viene servito a colazione.